# Glansig frossörtsmal
Glansig frossörtsmal, (Prochoreutis myllerana) är en fjärilsart som beskrevs av Fabricius 1794. Glansig frossörtsmal ingår i släktet Prochoreutis och familjen gnidmalar. Arten är reproducerande i Sverige. Inga underarter finns listade i Catalogue of Life.

## Bildgalleri

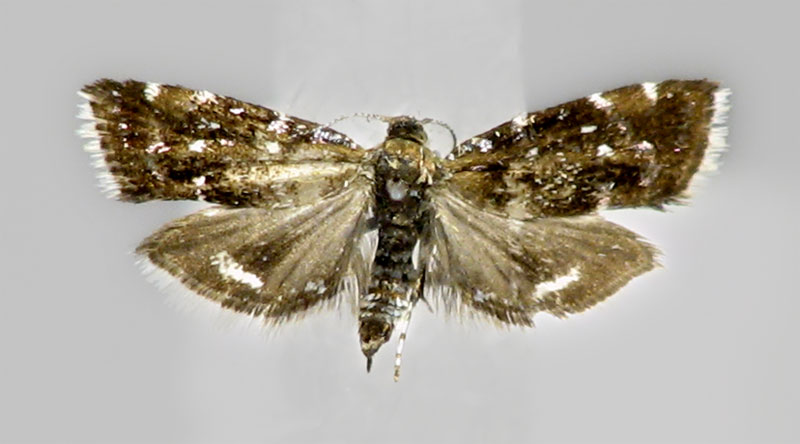
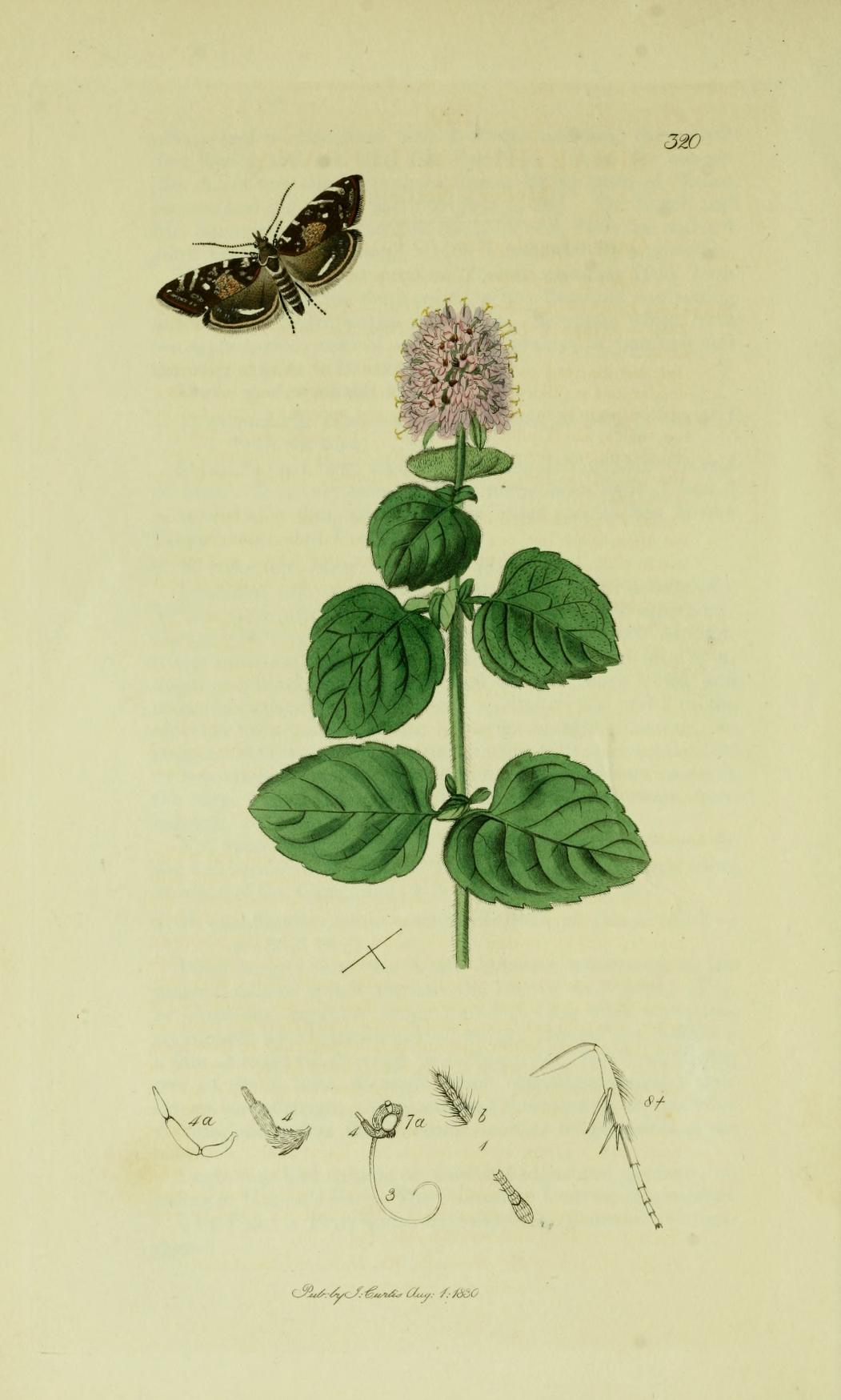